# 180 î.Hr.

## Nașteri
- dată necunoscută: Caius Lucilius  (d. 102 î.Hr.)

## Decese
- dată necunoscută: Diocles (matematician)  (n. 240 î.Hr.)